# Ligne de Florence à Rome
Ne doit pas être confondu avec LGV Florence - Rome.
La ligne de Florence à Rome est une des principales voies ferrées italiennes du réseau classique, même si elle a perdu de son importance une fois doublée par la LGV Florence - Rome ou direttisima, première LGV du pays. Elle fait partie intégrante de l'axe nord-sud qui structure le réseau du pays.
De nos jours, la ligne est utilisée principalement pour des liaisons régionales, pour les InterCity entre Florence et Rome et pour le trafic de marchandises. 
Certaines catégories de trains de passagers utilisent cette ligne soit pour desservir des villes secondaires non desservies par la direttisima, soit pour des raisons de fluidité du trafic aux heures de pointe.

## Histoire
| Segment                 | Ouverture         |
| ----------------------- | ----------------- |
| Florence-Pontassieve    | 20 septembre 1862 |
| Chiusi-Ficulle          | 15 décembre 1862  |
| Pontassieve-Montevarchi | 5 avril 1863      |
| Rome-Orte               | 1er avril 1865    |
| Ficulle-Orvieto         | 27 décembre 1865  |
| Montevarchi-Terontola   | 16 mars 1866      |
| Orvieto-Orte            | 10 mars 1874      |
| Terontola-Chiusi        | 15 novembre 1875  |

Les premiers projets d'une ligne ferroviaire de Florence à Rome remontent aux balbutiements du développement ferroviaire en Italie, de nombreuses années avant l'unification. Son tracé tortueux, et parfois illogique, résulte de l'assemblage de plusieurs lignes construites à différentes époques et avec des objectifs différents. 
L'obstacle naturel que constituent les Apennins, au nord de Florence, et la frontière sud délimitant les États pontificaux rendaient difficile la construction d'une ligne reliant Rome au nord de l'Italie. Les communications ferroviaires de l'époque étaient conçues selon un axe frontière française - Piémont - Plaisance - Bologne - Ancône, qui se divisait ensuite vers Rome et Brindisi. Par ailleurs, le royaume des Deux-Siciles était intéressé par une liaison est-ouest vers Termoli, Foggia ou Brindisi. 
Le projet de la ligne Foligno-Orte Scalo-Rome, qui jusqu'à Orte est un tronc commun aux actuelles lignes pour Ancône et Florence, prend forme dans les États pontificaux en 1846, peu après l'élection de Pie IX. Le secrétariat d'État autorise par la notification du 7 novembre 1846 la construction d'une ligne reliant Rome au port d'Ancône sur l'Adriatique, dans l'objectif de relier Bologne et Modène en se raccordant aux voies ferrées de la Lombardie-Vénétie, qui est alors sous domination autrichienne. 
Le tracé retenu passe par Orte en empruntant la passe de Fossato di Vico. La concession pour la construction de la ligne est accordée en mai 1856 et celle-ci prend le nom de « Ligne centrale Pie » en l'honneur du pape. La ligne est achevée dix ans plus tard et inaugurée le 29 avril 1866, après l'unification italienne. L'exploitation de la ligne par la Società per le strade ferrate romane avait cependant commencé dès 1865.
Entre-temps, le projet avait influencé le Grand-duché de Toscane, qui s'était lancé dans la construction d'une ligne reliant Florence à la ligne de la Romane. Le parcours choisi pour cette ligne est le plus facile, suivant la vallée de l'Arno jusqu'à Arezzo puis continuant en direction de Pérouse jusqu'à la frontière pontificale. La concession est accordée en 1859 par le gouvernement grand-ducal, puis confirmée par le gouvernement du nouveau régime le 24 mars 1860. La société, représentée par les Livournais Pietro Augusto Adami et Adriano Lemmi, obtient la confirmation de la concession par un décret de Giuseppe Garibaldi signé à Caserte le 25 septembre 1860. Le 7 juillet 1861, la loi 96 du nouveau royaume d'Italie approuve la convention définitive donnée à la Società delle Ferrovie Livornesi, pour terminer les travaux de construction, déjà entamés, de la ligne ferroviaire de Florence vers Arezzo jusqu'à la rencontre de la ligne de Rome à Ancône. 
La ligne est très longue et tortueuse, mais elle permet de sortir de l'isolement nombre de villes et localités. Le premier segment, d'un peu moins de 20 km entre Florence Santa Maria Novella et Potassieve, est mis en service par la Livornesi le 20 septembre 1862 ; quelques mois plus tard, la Società per la Ferrovia Centrale Toscana, qui avait en concession la ligne venant de Sienne,  complète la ligne de Chiusi Chianciano jusqu'à Ficulle. Le 27 décembre 1865, la ligne atteint Orvieto; dans l'intervalle à la suite de la réorganisation des voies ferrées avec la loi n°2279 du 14 mai 1865 la compagnie de Livourne et la ferrovia centrale sont fusionnées avec la Società per le strade ferrate romane qui exploitait déjà d'autres lignes d'Italie centrale. Au printemps de l'année suivante la ligne est ouverte jusqu'à Montevarchi, et le 16 mars 1866 elle atteint Terontola. Le segment Foligno-Terontola est inauguré en décembre 1866 ce qui achève la construction de la ligne entière. 
Il est à noter qu'un autre itinéraire possible entre Rome et Florence, via Empoli et Sienne, était terminé environ un an avant. 
Entre-temps, le 2 novembre 1864, on assiste à l'entrée en service du dernier segment de la ligne Bologne-Pistoia (Ferrovia Porrettana) qui met fin à la nécessité de traverser les Apennins en diligence de Florence à Bologne, et réduit ce trajet à 5 heures au lieu de 14 environ. Ces faits, cumulés au transfert de la capitale du royaume de Turin à Florence, déplacent l'axe principal du trafic ferroviaire d'Ancône vers la nouvelle ligne. Il apparait cependant rapidement que ses performances sont insuffisantes, surtout après la transfert de la capitale à Rome en 1870, à la suite duquel elle devient la ligne la plus fréquentée du réseau national. L'itinéraire permet, entre courbes et contrecourbes, la traversée de paysages pittoresques et des centres historiques de Narni, Terni, Spoleto, Assise et Pérouse mais il faut pencer que, en 1871, un train direct partant de Florence à 8h05 n'arrive à Rome qu'à 17h40, soit 9 heures et 35 minutes pour parcourir 372 km.
On étudie alors une première variante du tracé, qui, en sacrifiant la desserte de Pérouse, raccourcit considérablement la ligne. Le 15 novembre 1875, le nouveau segment Chiusi-Terontola raccourcit la ligne de 58 km et l'ancien tracé par Pérouse est relégué au rang de ligne secondaire (ligne Foligno-Terontola). 
À la suite de la réorganisation des voies ferrées en 1885, la ligne est attribuée à une nouvelle société concessionnaire, la Società Italiana per le Strade Ferrate Meridionali, dont le siège était à Florence (cette société est formée à Turin le 18 septembre 1862 avec comme président le comte Pietro Bastogi, et comme vice-présidents les comtes Bettino Ricasoli et Giovanni Barracco).
La ligne, construite à l'origine en voie unique et exploitée en traction vapeur, est doublée progressivement, puis électrifiée en 3000 volts CC en 1935, pendant l'ère fasciste. Elle reste néanmoins une ligne lente, ne permettant de dépasser les 100 km/h que sur quelques segments. Après la Seconde Guerre mondiale est mis en œuvre un programme, déjà ébauché avant-guerre, de quadruplement des segments qui étaient déjà en limite de saturation, mais, petit à petit, à partir des années 1960, se forme le projet d'une nouvelle ligne aux caractéristiques avancées avec une série d'interconnexions fonctionnelles rendant possible aussi bien le traçage de sillons à grande vitesse que la desserte des localités intermédiaires : ce sera la LGV Florence - Rome, dite aussi direttissima.
Le 4 décembre 2011 intervient la fermeture de deux gares : Baschi et Bassano in Teverina.

## Caractéristiques

### Tracé
Le tracé actuel relie les gares de Florence-Santa-Maria-Novella et Rome-Termini en desservant notamment Arezzo, Terontola, Chiusi et Orvieto. Le parcours totalise 314 km.
L'indice de sinuosité, qui est de 68 % selon la norme UIC, est très élevé, ce qui s'explique en grande partie par la présence de cinq grandes courbes à proximité de Fara Sabina, Orte, Ficulle, Arezzo et Pontassieve. En raison de leur rayon réduit, la vitesse est limitée autour de 100 km/h sur près de la moitié de la ligne.

### Électrification
La ligne, à voie double et électrifiée en 3000 Volts CC, est connectée en plusieurs points avec la ligne à grande vitesse Direttissima :
- Valdarno Nord
- Valdarno Sud
- Arezzo Nord
- Arezzo Sud
- Chiusi Nord
- Chiusi Sud
- Orvieto Nord
- Orvieto Sud
- Orte Nord
- Orte Sud

Ces raccordements permettent à des trains à grande vitesse de quitter la LGV pour desservir l'une de ces villes, puis de la regagner. L'intégration fonctionnelle réalisée entre les deux lignes, de caractéristiques totalement différentes, représente le concept italien de lignes grande vitesse/grande capacité (similaire à celui adopté par la Deutsche Bahn) : les deux lignes forment un système flexible qui rend possible les échanges de trains sur les deux différents parcours, facilitant la circulation rapprochée de trains de différentes catégories. Ce système offre de bonnes conditions de sécurité de la circulation et permet d'éviter les interruptions en cas d'incident majeur.
Selon le dernier Prospetto Informativo di Rete (audit de l'état du réseau), la ligne est saturée entre Settebagni et Orte.

### Vitesses maximales
Ce tableau donne les vitesses maximales permises sur chaque tronçon en fonction du type de trafic. A correspond principalement aux trains de marchandises, B et C à diverses types de trains de passagers, et P aux trains pendulaires. 
Ces données ne sont pas forcément exhaustives et à jour, les changements étant fréquents. Sul Fascicolo Linea 92 (op. cit.) ad opera di RFI se ne può trovare la descrizione completa. Les vitesse maximales s'appliquent dans le sens légal de circulation (voie de gauche). Les points kilométriques sur la ligne sont comptés à partir de Roma Termini. 
| sezione / Catégorie                                          | A   | B   | C   | P   | Point kilométrique |
| ------------------------------------------------------------ | --- | --- | --- | --- | ------------------ |
| Florence SMN - Cavalcavia Statuto                            | 60  | 60  | 60  | 60  | 314-312            |
| Cavalcavia Statuto - Florence Campo Marte                    | 80  | 85  | 90  | 105 | 312-311            |
| Florence Campo Marte - Dernier aiguillage Florence Rovezzano | 100 | 105 | 110 | 130 | 311-305            |
| Dernier aiguillage Florence Rovezzano - Incisa               | 90  | 95  | 100 | -   | 305-278            |
| Incisa - Figline Valdarno                                    | 140 | 150 | 155 | 105 | 278-274            |
| Figline Valdarno - Montevarchi                               | 140 | 160 | 180 | 180 | 274-281            |
| Montevarchi - 2° Bivio Valdarno Sud                          | 100 | 105 | 110 | 130 | 261-258            |
| 2° Bivio Valdarno Sud - entrée du tunnel "Croce"             | 95  | 100 | 105 | 120 | 258-256            |
| Imbocco galleria "Croce" - Imbocco galleria "Ambra"          | 85  | 90  | 95  | 110 | 258-253            |
| Imbocco galleria "Ambra" - Laterina                          | 95  | 100 | 105 | 125 | 253-248            |
| Laterina - Pk 245                                            | 95  | 105 | 110 | 130 | 248-245            |
| Pk 245 - dernier aiguillage Ponticino                        | 90  | 95  | 100 | 125 | 245-243            |
| dernier aiguillage Ponticino - Indicatore                    | 100 | 110 | 115 | 135 | 243-233            |
| Indicatore - Aiguillage 1 Arezzo                             | 115 | 125 | 130 | 150 | 233-227            |
| Aiguillage 1 Arezzo - Punto medio "Olmo"                     | 90  | 95  | 100 | 115 | 227-221            |
| Punto medio "Olmo" - Punto medio "Rigutino"                  | 140 | 155 | 160 | 180 | 221-215            |
| Punto medio "Rigutino" - Aiguillage 1 Castiglion Fiorentino  | 140 | 150 | 150 | 180 | 215-210            |
| Aiguillage 1 Castiglion Fiorentino - Pk 208                  | 95  | 105 | 110 | 85  | 210-208            |
| Pk 208- Punto medio "Panicale S."                            | 140 | 150 | 150 | 180 | 208-175            |
| Punto medio "Panicale S." - Pk 166                           | 125 | 135 | 140 | 180 | 175-166            |
| Pk 166 - Gare de Chiusi                                      | 90  | 95  | 100 | 180 | 166-164            |
| Gare de Chiusi - Gare de Collelungo                          | 140 | 150 | 150 | -   | 164-142            |
| Gare de Collelungo - Pk 138                                  | 95  | 100 | 105 | -   | 142-138            |
| Pk 138 - Pk 85                                               | 100 | 105 | 110 | -   | 138-86             |
| Pk 85- Gare d'Orte                                           | 100 | 105 | 110 | -   | 84-86              |
| Gare d'Orte - Gare de Poggio Mirteto\|Poggio Mirteto         | 90  | 95  | 100 | -   | 82-48              |
| Gare de Poggio Mirteto - Pk 46                               | 100 | 105 | 110 | -   | 48-46              |
| Pk 46 - Pk 25                                                | 95  | 100 | 105 | -   | 46-25              |
| Pk 25 - Gare de Settebagni                                   | 105 | 110 | 115 | -   | 25-16              |
| Gare Settebagni - Gare de Nomentana                          | 95  | 100 | 105 | -   | 16-7               |
| Rome-Nomentana - Rome-Termini                                | 60  | 70  | 75  | -   | 7-0                |